# Bianca Manalo
Pamela Bianca Ramos Manalo (Manila, 1º dicembre 1986) è una modella e attrice filippina, incoronata Binibining Pilipinas 2009.
Ha successivamente rappresentato le Filippine a Miss Universo 2009, che si è tenuto alle Bahamas il 23 agosto 2009. La rappresentante delle Filippine tuttavia non è riuscita ad accedere nella rosa delle quindici finaliste. Il concorso è stato vinto dalla venezuelana Stefanía Fernández.
Bianca Manalo è la sorella di Katherine Anne Manalo, arrivata in top ten a Miss Mondo 2002, oltre che nipote di Nini Ramos, semifinalista a Miss International 1968.
Dopo l'esperienza nei concorsi di bellezza, Bianca Manalo ha intrapreso la carriera di conduttrice televisiva ed attrice per la televisione filippina. Nel 2010 ha interpretato il ruolo di Juanita Banana, protagonista della serie televisiva Juanita Banana trasmessa dalla ABS-CBN. Nel 2011 ha invece debuttato come attrice cinematografica in The Adventures of Pureza.